# Віреон червоноокий
Віреон червоноокий (Vireo olivaceus) — дрібний комахоїдний птах з роду віреон (Vireo) родини віреонових (Vireonidae). 

## Назва
Українська видова назва походить від характерного червоного кольору очей. 

## Поширення
Ареал віреона червоноокого покриває західну частину північноамериканського та південноамериканського континентів, на півночі поширюючись на прерійні провінції Канади аж до тихоокеанського узбережжя. У Південній Америці птах загалом поширений у північних та центрально-східних областях. Враховуючи перельоти, він також трапляється у всій Центральній Америці та на Карибах. Тримається в усіх типах лісів та паркових насаджень, переважно досліджуючи на предмет комах верхівки та крони дерев, через що його важче помітити, але легко почути.